# Leonardo Gaggia
Pour les articles homonymes, voir Gaggia (homonymie).
 ({{{date}}}).
 (mars 2025).
 (mars 2025).
La mise en forme du texte ne suit pas les recommandations de Wikipédia : il faut le « wikifier ».
Les points d'amélioration suivants sont les cas les plus fréquents :
- Les titres sont pré-formatés par le logiciel. Ils ne sont ni en capitales, ni en gras.
- Le texte ne doit pas être écrit en capitales (les noms de famille non plus), ni en gras, ni en italique, ni en « petit »…
- Le gras n'est utilisé que pour surligner le titre de l'article dans l'introduction, une seule fois.
- L'italique est rarement utilisé : mots en langue étrangère, titres d'œuvres, noms de bateaux, etc.
- Les citations ne sont pas en italique mais en corps de texte normal. Elles sont entourées par des guillemets français : « et ».
- Les listes à puces sont à éviter, des paragraphes rédigés étant largement préférés. Les tableaux sont à réserver à la présentation de données structurées (résultats, etc.).
- Les appels de note de bas de page (petits chiffres en exposant, introduits par l'outil «  Source ») sont à placer entre la fin de phrase et le point final[comme ça].
- Les liens internes (vers d'autres articles de Wikipédia) sont à choisir avec parcimonie. Créez des liens vers des articles approfondissant le sujet. Les termes génériques sans rapport avec le sujet sont à éviter, ainsi que les répétitions de liens vers un même terme.
- Les liens externes sont à placer uniquement dans une section « Liens externes », à la fin de l'article. Ces liens sont à choisir avec parcimonie suivant les règles définies. Si un lien sert de source à l'article, son insertion dans le texte est à faire par les notes de bas de page.
- La présentation des références doit suivre les conventions bibliographiques. Il est recommandé d'utiliser les modèles {{Ouvrage}}, {{Chapitre}}, {{Article}}, {{Lien web}} et/ou {{Bibliographie}}. Le mode d'édition visuel peut mettre en forme automatiquement les références.
- Insérer une infobox (cadre d'informations à droite) n'est pas obligatoire pour parachever la mise en page.

Pour une aide détaillée, merci de consulter Aide:Wikification.
Si vous pensez que ces points ont été résolus, vous pouvez retirer ce bandeau et améliorer la mise en forme d'un autre article.
Salvatore Leonardo Gaggia, né le 15 décembre 1820 à Cusiano (Val di Sole) et décédé le 7 février 1902 à Trento en Italie est un sculpteur sur bois, ébéniste, artisan du bois et de l'ivoire. 

## Biographie

### Vie de famille
Salvatore Leonardo Gaggia, fils du sculpteur Antonio Gaggia et de Caterina Luchi, est né le 15 décembre 1820 à Cusiano. 
Il se marie une première fois le 8 février 1842 à Ossana avec Anna Senoner, originaire de la Val Gardena. Celle-ci meurt prématurément en Valpiana, alors qu’elle cueillait des edelweiss. 
Vers 1847, il épouse en secondes noces Amalia Cairoli (1824-1877), avec qui il a quatre enfants : Carlo (1848-?), Giorgio (1849-1874), Alessandro et Adelaide. Carlo et Giorgio suivent les traces de leur père et se consacrent à l’art de la sculpture après des études académiques. Plus tard, Carlo émigre en Argentine, tandis que Giorgio meurt à Cles.
Après le décès de sa seconde épouse en 1877, Gaggia se remarie le 15 octobre de la même année avec Elvira Adelaide Fava (1858-1939), originaire de Malé. De cette union naissent une fille mort-née en 1878 et un fils, Giorgio Simone (1888-1978), qui devient le patriarche de la branche française de la famille.
Salvatore Leonardo Gaggia s’éteint le 7 février 1902 à Trento, dans la maison du notaire Molignoni, située sur l’actuelle Piazza Venezia. Il y est inhumé et, la même année, son épouse Elvira fait apposer une plaque commémorative sur la maison natale de l’artiste en son hommage « dans cette maison / est né le 16 décembre 1820 / LEONARDO GAGGIA / sculpteur / avec les travaux de son ciseau / a rendu son nom immortel / Son épouse bien-aimée Elvira ».

### Œuvre et reconnaissance
Salvatore Leonardo Gaggia s'est illustré comme sculpteur, ébéniste et artisan du bois et de l'ivoire. Ses œuvres, principalement d'inspiration religieuse, ont orné de nombreuses églises en Italie et à l'étranger. Il a également été reconnu pour la finesse de ses meubles sculptés et intarsia, réalisés pour des commandes prestigieuses.

#### Expositions
Tout au long de sa carrière, Gaggia participe à plusieurs expositions d'arts et d'artisanat, où il a présenté ses sculptures en bois et en ivoire ainsi que ses meubles finement travaillés :

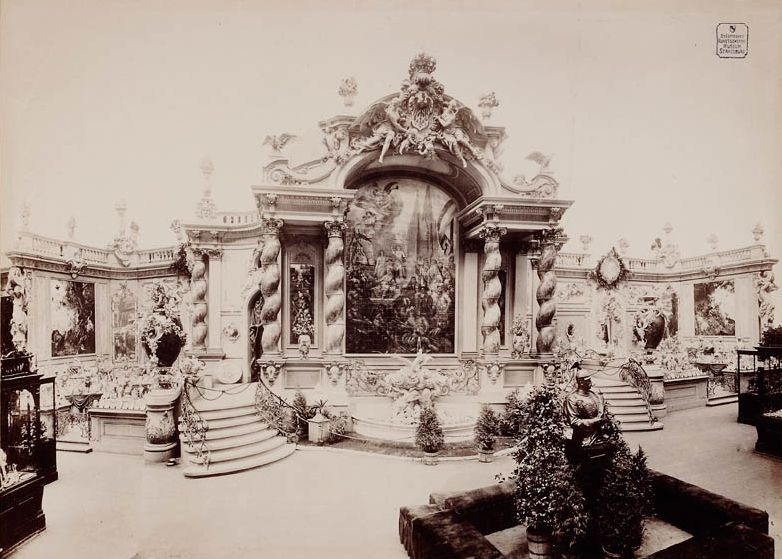
Exposition Universelle de Vienne 1873

- 1854 : Milan (Brera), Esposizione delle opere di belle arti
- 1857 : Trente, Première exposition des produits naturels et industriels du Tyrol italien
- 1858 : Milan (Brera), Esposizione delle opere di belle arti
- 1861 : Florence, Esposizione italiana agraria, industriale e artistica
- 1864 : Milan (Brera), Esposizione delle opere di belle arti
- 1873 : Vienne, Exposition universelle – Il y présenta un meuble en ébène incrusté d'ivoire et de tortue, qui lui valut une mention honorable.
- 1893 : Innsbruck, Tiroler LandesaustellungExposition Universelle de Vienne 1873
- 1906 : Trente, Mostra d'Arte Sacra

#### Œuvres religieuses
La production artistique de Gaggia est largement tournée vers l'art sacré. Ses sculptures et ornements religieux sont disséminés dans de nombreuses églises, principalement en Italie du Nord et dans la région du Trentin-Tyrol.

#### Œuvres existantes
- 1856 : Crocifisso – Église paroissiale de Nomi
- 1858 : Madonna Addolorata – Église paroissiale de Cles
- 1860 : Madonna Addolorata – Église des Martyrs Anauniens, Sanzeno
- 1868 : Madonna del Rosario – Église paroissiale de Tassullo
- 1872-1873 : Madonna del Rosario – Église San Giacomo Maggiore, Colturano (Milan), en collaboration avec son fils Carlo
- 1874 : Nostra Signora del Sacro Cuore di Gesù – Église de Sant’Anna, Borgo Valsugana
- 1877 : Rosaces sculptées du portail d’entrée – Église de San Vigilio, Ossana
- 1879 : Madonna del Rosario – Église de San Giorgio, Cis
- 1889 : Quatorze rosaces sculptées du portail d’entrée – Église du Colle Tomino, Ossana
- 1894 :
  - Corniches de la Via Crucis, quatre anges et encadrement pour le tableau de la Madonna di Caravaggio (avec Francesco Schwarz) – Église de Sant’Anna, Montagnaga di Piné
  - Machine processionnelle (avec Francesco Schwarz) – Église de la Nativité de Marie, Borgo Valsugana

#### Œuvres attribuées
- Avant 1883 :
  - San Giuseppe – Église de San Bernardo, Bresimo
  - Madonna Addolorata – Église de Sant’Antonio Abate, Preghena
  - Madonna di Caravaggio – Chapelle Bossi Fedrigotti, Borgo Sacco
- 1885 : Beata Vergine Immacolata – Église paroissiale de Cimone
- 1887 : Statuettes de Saints Pierre et Paul – Église de San Bartolomeo, Caldes

#### Œuvres documentées mais disparues
- 1854 : Ecce Homo
- 1856 : San Giovanni Battista – Église de la Nativité de Marie, Pellizzano
- 1857 : Immacolata et Sant’Antonio
- 1874 : Madonna Addolorata – Église de Santo Stefano, Cloz
- Avant 1883 :
  - Madonna Addolorata – Église paroissiale de Predazzo
  - Crocifisso – Église de Ligornetto, Mendrisio (Canton du Tessin)
  - Madonna del Rosario – Église de Premeno, Verbano-Cusio-Ossola

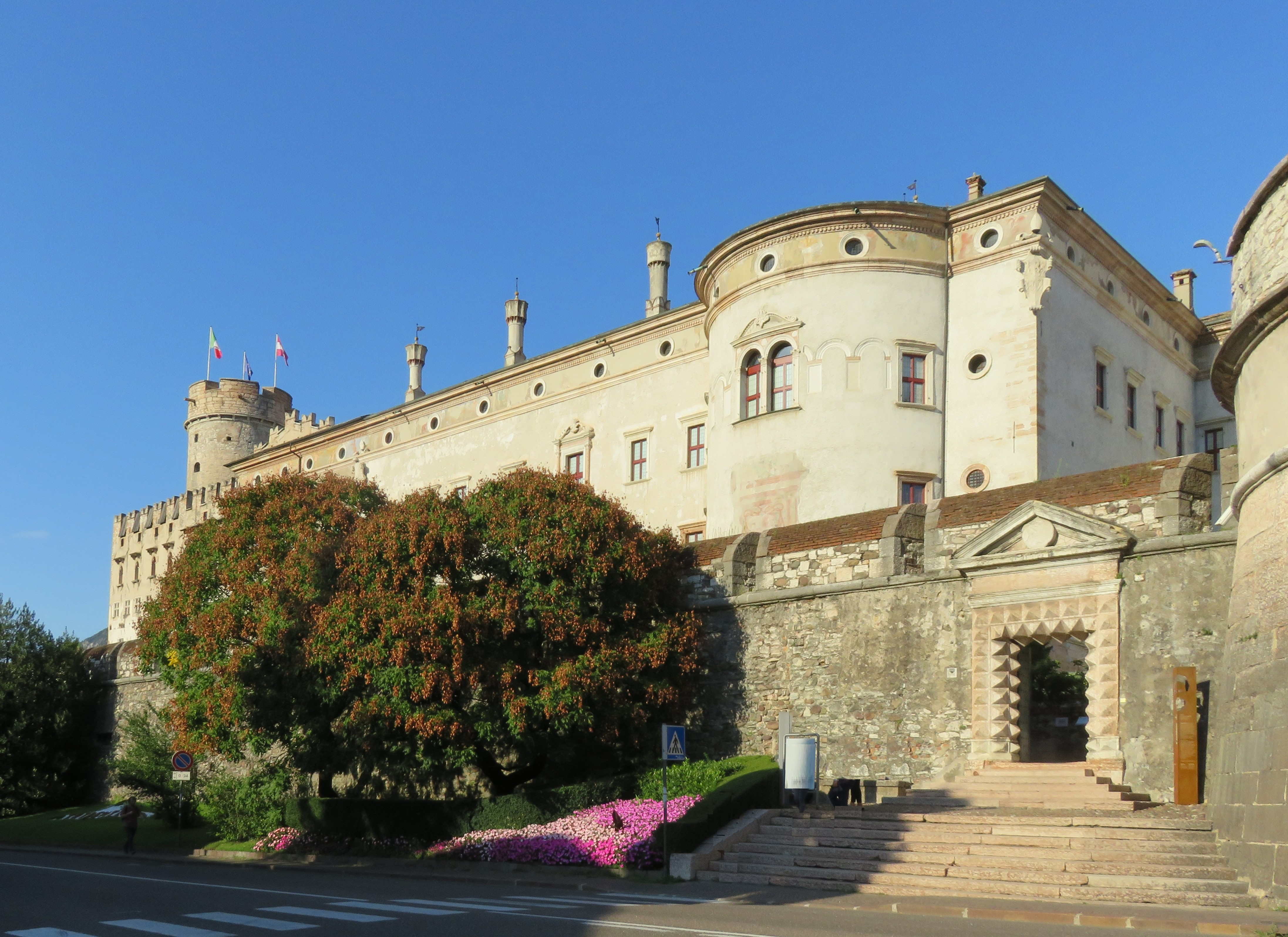
Castello del Buonconsiglio à Trento

#### Travaux en collections
Le Castello del Buonconsiglio à Trente conserve plusieurs œuvres graphiques de Gaggia, dont deux dessins académiques signés (Figure masculine nue de dos et Putto avec pampres et grappes de raisin), ainsi qu’une aquarelle représentant le blason de la famille Vescovi.

### Sources
- Archives :
- Dizionario dei Solandri, a cura di Salvatore Ferrari e Alberto Mosca, Volume primo, Centro Studi per la Val di Sole, 2022
  - Archivio Storico Accademia di Brera, 2. 132: Segreteria / Scuole, Elementi di figura, rubrica iscr. 1833-1860.
  - Archivio Storico Accademia di Brera, 2. 138: Sala delle Statue, rubrica iscr. 1833-1860.
  - Archivio del Comune di Ossana, Carteggio di Giorgio Gaggia con il sindaco del Comune di Ossana, mai-juin 1966.
  - Archivio Curia Provinciale Frati Minori (Trento), Morizzo Marco OFM, I Francescani nel Trentino. Opera compilata sulle cronache della Riformata Provincia di San Vigilio, vol. IV (1859-1906), Ms. 230, p. 157.
  - Biblioteca comunale di Trento, ms. 487, c. 105.
- Publications d’époque :
  - Angekommene Fremde, p. 188.
  - Atti, 1853, p. 49 ; Atti, 1854, pp. 24, 38.
  - Cose patrie, 1854, p. 152.
  - Esposizione delle opere, 1854, pp. 7, 38.
  - Premi di Belle Arti, 1854, pp. 1-2.
  - Cenni sull'Esposizione, 1855, p. 99.
  - Atti, 1856, p. 31.
  - Esposizione di Belle Arti, 1856, p. 1.
  - Bozner Zeitung, 1857, p. 2.
  - Bote für Tirol, 1857, p. 3.
  - Gazzetta, 1857, n. 138, p. 1.
  - Esposizione delle opere, 1858, p. 33, n. 204.
  - Esposizione italiana, 1861, p. 10.
  - Esposizione italiana, 1862, p. 445.
  - Esposizione italiana, 1865, pp. 220, 371, 411.
  - Atti ufficiali, 1873, p. 104, n. 14.
  - Della scultura e tarsia, 1873, p. 352.
  - Elenco ufficiale, 1873, p. 307.
  - Esposizione di Vienna, 1873a, pp. 54-55 ; 1873b, p. 120.
  - Tiroler Volksblatt, 1893, p. 3, n. 13.
  - Tiroler Landesaustellung, 1893, p. 2.
  - Ambrosi, 1883, pp. 245-247.
  - Cose d'arte, 1885, p. 3.
  - Arvedi, 1888, p. 63.
  - Atti e Cronaca, 1893, p. 50.
  - Die Möbel, 1893, p. 4.
  - Una Maddalena, 1893, p. 2.
  - Neue Tiroler Stimmen, 1893, p. 2.